# 參狀遠環蚓
參狀遠環蚓（学名：Amynthas aspergillum）为巨蚓科遠環蚓屬下的一个种。

## 保护
本种于2023年被收录入《有重要生态、科学、社会价值的陆生野生动物名录》。